# Willis A. Lee

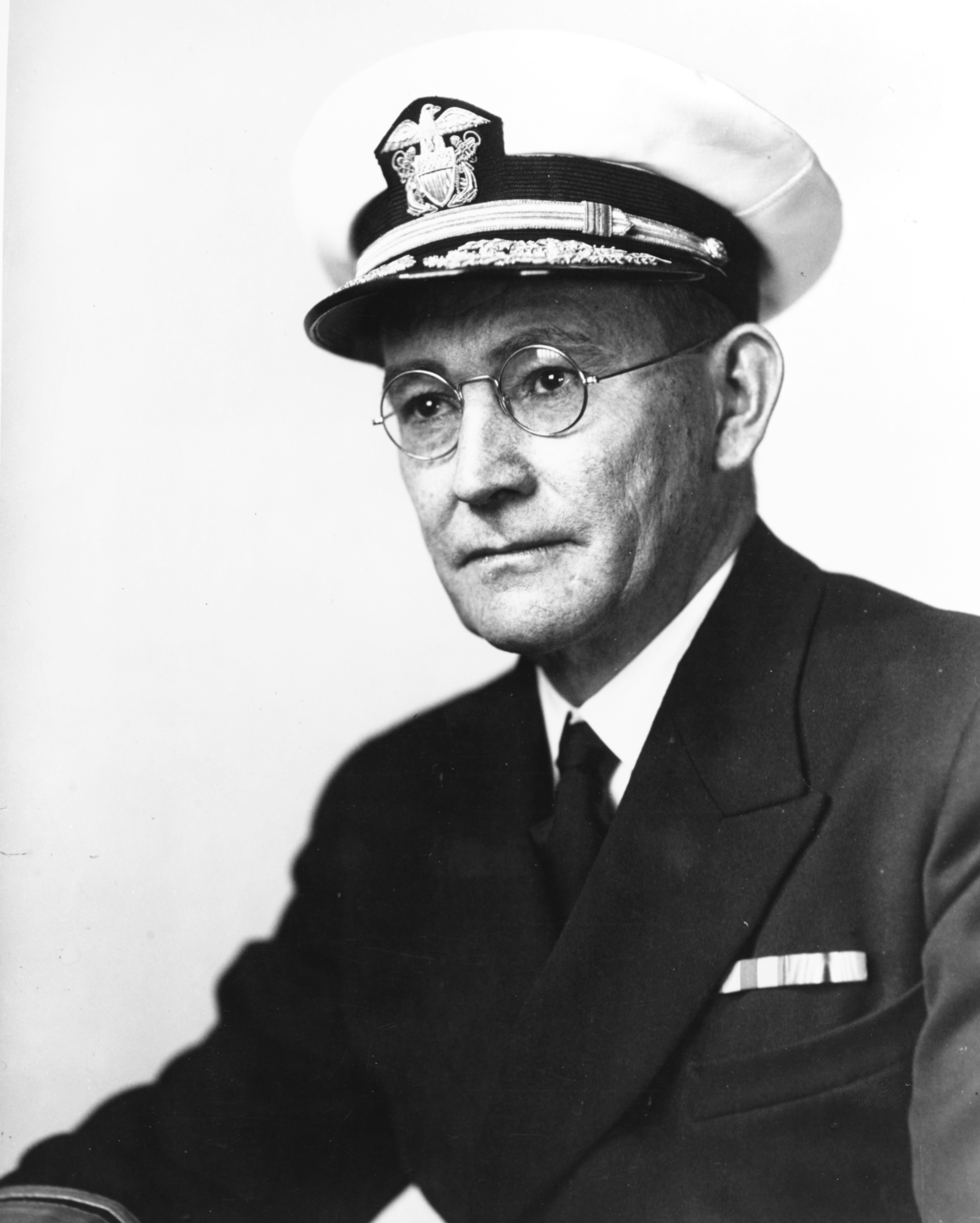
Willis A. Lee im Dienstrang eines Rear Admirals, circa 1942

Willis „Ching“ Augustus Lee Junior (* 11. Mai 1888 in Natlee, Owen County, Kentucky; † 25. August 1945 in der Casco-Bucht vor Portland, Maine) war ein Vizeadmiral der US Navy im Pazifikkrieg. In der zweiten Seeschlacht von Guadalcanal führte er die US-Flotte zum Sieg, wofür er mit dem Navy Cross ausgezeichnet wurde. In einem von Flugzeugträgern dominierten Seekrieg kommandierte Lee zahlreiche Schlachtschiff- und Kreuzergeschwader in wichtigen Schlachten. Als begeisterter Sportschütze nahm er an den Olympischen Sommerspielen 1920 in Antwerpen teil und gewann fünf Gold- sowie je eine Silber- und Bronzemedaille.

## Leben

### Frühe Jahre und Ausbildung
Willis Augustus Lee junior kam am 11. Mai 1888 in der Kleinstadt Natlee in Owen County, US-Bundesstaat Kentucky, als jüngstes von drei Kindern (Curtis Lee (1883–1890), Roberta Lee (* 18. März 1886)) von Willis Augustus Lee Senior und Susan Arnold Lee zur Welt. Sein – auch „Pink Lee“ genannter – Vater war Jurist und später Richter des County, sowie der Bruder von Jefferson Davis Lee, dem Vater von Isabel Lee Wilson. Willis Lee trat 1904 in die United States Naval Academy ein, wo er sich erstmals als Sportschütze übte. Der begabte junge Midshipman wurde Mitglied im Schützenteam der Akademie und wurde im zweiten Jahr mit der Goldmedaille für Handfeuerwaffenhandhabung ausgezeichnet. 1907 nahm Lee mit seinem Team an den von der National Rifle Association veranstalteten nationalen Schießmeisterschaften im Camp Perry, Ohio teil, wo er die Einzelwertung für sich entscheiden konnte. Nach vier Jahren an der Marineakademie musste Lee im Juni 1908 das für den Abschluss seiner Ausbildung relevante zweijährige Praktikum antreten. So diente er zwischen Oktober und Mai 1909 auf der Idaho (BB-24) und vom darauffolgenden Oktober bis Mai 1910 auf dem Geschützten Kreuzer New Orleans (CL-22), der am 15. November 1909 wieder in Dienst gestellt wurde, während er zwischenzeitlich im Schützenteam der Akademie trainierte. Am 6. Juni 1910 erhielt Lee sein Offizierspatent und wurde im Rang eines Ensign in Dienst der US Navy gestellt.

### Während des Ersten Weltkriegs
Seine erste Bordverwendung danach war das im US-Asiengeschwader dienende Kanonenboot USS Helena, das u. a. am Jangtse-Fluss patrouillierte, bevor er im Januar 1913 in die Vereinigten Staaten zurückkehrte, um an den nationalen Schießmeisterschaften teilzunehmen. Von Juli bis Dezember des folgenden Jahres diente Lee wieder auf dem Schlachtschiff Idaho und wurde anschließend auf die USS New Hampshire versetzt. Auf diesem Schiff beteiligte er sich am 21. April 1914 an der Okkupation der mexikanischen Hafenstadt Veracruz, die durch die sogenannte Tampico-Affäre provoziert wurde. Ab Dezember 1915 wurde Lee zur Union Tool Company nach Chicago, Illinois, beordert, wo er als Kontrolleur der dort gefertigten Rüstungsgüter fungierte. Wenige Tage nach dem Ende des Ersten Weltkriegs am 11. November 1918 wurde er auf den Zerstörer USS O’Brien (DD-51) kommandiert, der im irischen Queenstown (heute Cobh) stationiert war. Schon wenige Tage vor Weihnachten erfolgte Lees Versetzung zum Hauptquartier der US-Marinestreitkräfte nach Brest, an die französische Atlantikküste. Ein kurzer Dienstaufenthalt auch dies, diente er doch bis Juni 1919 auf der USS Lea (DD-118).

### Zwischenkriegszeit und Olympische Sommerspiele
Nach seiner Rückkehr in die Vereinigten Staaten nahm Lee erneut an den nationalen Schießwettbewerben mit dem US-Marine-Team teil, gefolgt vom Posten als Erster Offizier auf dem Tender USS Bushnell (AS-2), dem damaligen Flaggschiff der US-Unterseebootflotte im Atlantik, zwischen September 1919 und Juni 1920.
Aufgrund seiner hervorragenden Schießkünste wurde Lee für die US-Mannschaft für die bevorstehenden VII. Olympischen Sommerspiele im belgischen Antwerpen nominiert. Aus den zwischen dem 22. Juli und 3. August 1920 ausgetragenen Schießwettbewerben, ging Lee als fünffacher Olympiasieger hervor und konnte zusätzlich noch je eine Silber- und Bronzemedaille gewinnen. Seine sieben Olympiamedaillen gewann er ausschließlich bei Teamwettbewerben, u. a. mit Commander Carl Osburn, ebenfalls ein Marineoffizier.

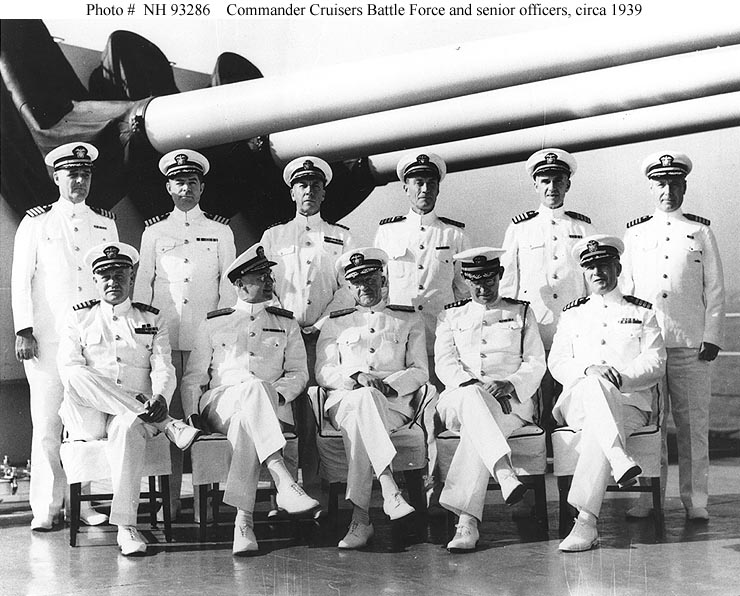
RAdm. Harold R. Stark (sitzend, 3.v.l.) und sein Stabschef Capt. Willis Lee (sitzend, 2.v.r.) an Bord von Starks Flaggschiff, der Honolulu (CL-48), im Jahr 1939

Zwischen September 1920 und Juni 1924 kommandierte Lee den Zerstörer USS Fairfax (DD-93) und später die USS William B. Preston (DD-344), die er von Newport, Rhode Island, über den Sueskanal zur US-Asienflotte führte. Danach wurde er zum New York Naval Shipyard versetzt und nahm in den folgenden Jahren wieder an den nationalen Schießmeisterschaften teil, u. a. 1925 als Kapitän der Marinemannschaft. Im November 1926 wurde er Erster Offizier des Frachtschiffs USS Antares (AG-10). Im Oktober des nächsten Jahres wurde Lee zum Kommandanten des Clemson-Klasse-Zerstörers USS Lardner (DD-286) bestellt, dessen Kommando er bis Juni 1928 innehatte. Nach einem erfolgreichen Kursabschluss am Naval War College im Mai 1929 war er Waffenkontrolleur der auf Long Island ansässigen Naval Ordnance Plant. Im Sommer 1930 war er erneut Kapitän der Marinemannschaft während der Schießwettbewerbe in Wakefield, Massachusetts und Camp Perry, Ohio.
Die erste Hälfte der 1930er-Jahre verbrachte Lee überwiegend auf administrativen Posten im US-Marineministerium, wie in der Abteilung für Flottentraining sowie als Leiter jeweils der Schießwesen- (1933–1935) und Taktikabteilung (1935–1936). Einzige Ausnahme bildete der Zeitraum zwischen Mai 1931 und Juni 1933, wo er als Navigator und später als Erster Offizier an Bord des Schlachtschiffs Pennsylvania (BB-38) diente. Von Oktober 1936 bis Juli 1938 fungierte Lee als Kommandant des Leichten Kreuzers Concord (CL-10), bevor er zum Operationsoffizier im Führungsstab von Rear Admiral Harold R. Stark bestellt wurde, dem Kommandeur des 3. Kreuzergeschwaders und zudem auch aller Kreuzer der US-Schlachtflotte. Starks Flaggschiff war bis zum Dezember 1938 die Concord, bevor er auf die neuere Honolulu (CL-48) wechselte, wobei Lee zum Stabschef ernannt wurde. Im Juni 1939 wechselte er wieder in das US-Marineministerium um zuerst stellvertretender Direktor und ab kommenden Januar Direktor der Flottentrainingsabteilung zu werden.

### Zweiter Weltkrieg

#### Guadalcanal

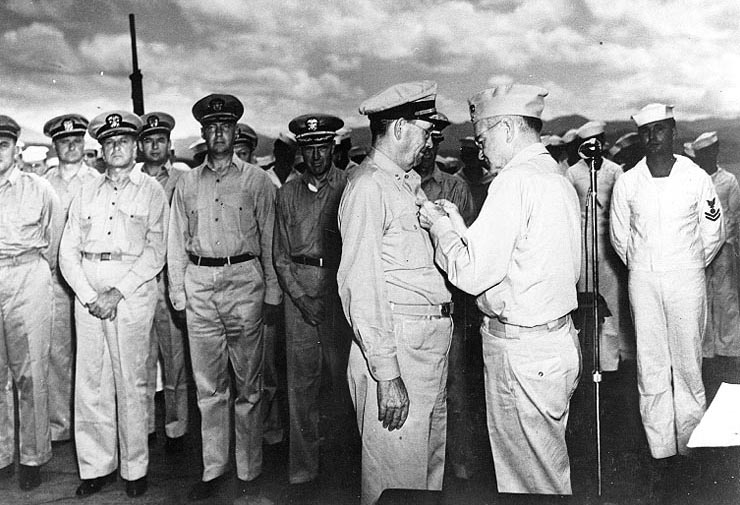
RAdm. Willis Lee erhält das Navy Cross von Admiral William F. Halsey, Januar 1943

Nach dem Eintritt der USA in den Zweiten Weltkrieg am 7. Dezember 1941 wurde Lee zum Rear Admiral befördert und im Februar 1942 mit dem Posten des stellvertretenden Stabschefs des Oberbefehlshabers der US-Flotte Ernest J. King betraut. Im August wurde er in den pazifischen Kriegsschauplatz beordert und übernahm das Kommando über die Battleship Division 6, mit der Washington (BB-56) als Flaggschiff, und später über die Battleship Squadron 2 im Südwestpazifik. In den folgenden Wochen nahm Lees Flottenverband an den Guadalcanal-Operationen teil. Nach dem unter hohen Verlusten errungenen Sieg in der Ersten Seeschlacht von Guadalcanal, die am 13. November stattfand, stellte Admiral William Halsey die Task Force 64 aus den wenigen verfügbaren Schiffen zusammen, um gegen weitere nächtliche japanische Angriffe gerüstet zu sein. Willis Lee wurde mit dem Kommando der TF 64 betraut, die sich aus den Schlachtschiffen Washington, South Dakota (BB-57) sowie den Zerstörern Walke (DD-416), Preston (DD-377), Benham (DD-397) und Gwin (DD-433) zusammensetzte. In der Nacht vom 14. auf dem 15. November kam es zur ersten Bewährungsprobe für Lee, als ein japanischer Verband unter Admiral Kondō, bestehend aus einem Schlachtschiff, vier Kreuzern und neun Zerstörern, sich Guadalcanal näherte. Aus dieser sogenannten zweiten Seeschlacht von Guadalcanal ging die US Navy als Sieger hervor trotz des Verlustes dreier Zerstörer. Lee wurde u. a. für die Versenkung des japanischen Schlachtschiffs Kirishima mit dem Navy Cross ausgezeichnet. Nach Beendigung der Guadalcanal-Operationen kommandierte RAdm. Lee die TF 11, die Leichten Flugzeugträger Princeton (CVL-23) und Belleau Wood (CVL-24), die Zerstörer Spence (DD-512), Trathen (DD-530), Boyd (DD-544) und Bradford (DD-545), sowie zwei Transportschiffe umfasste. In der ersten Septemberwoche stellte der Verband die Luftsicherung während der Besetzung und des Flugplatzbaus auf der Baker- und der Howlandinsel.

#### Gilbert-Inseln bis Marianen
Nach der Eroberung der Gilbert-Inseln im November 1943 wurde Lee Kommandeur der TG 50.8, die am 6. Dezember aufgestellt wurde. Der Verband setzte sich aus den Flugzeugträgern Bunker Hill (CV-17) und Monterey (CVL-26), den Schlachtschiffen Washington, South Dakota, Indiana (BB-58), Alabama (BB-60), Massachusetts (BB-59) und North Carolina (BB-55) und sieben Zerstörern zusammen und griff u. a. am 8. Dezember Nauru an, um von der bevorstehenden Landung auf dem Kwajalein-Atoll abzulenken. Im Laufe dieser Ende Januar 1944 stattfindenden Schlacht kommandierte Lee die aus drei Schlachtschiffen bestehende Task Unit 58.1.3. Während der am 17. und 18. Februar 1944 stattfindenden Operation Hailstone, bei der ein massiver Luftschlag gegen den japanischen Marinestützpunkt auf dem Truk-Atoll geführt wurde, befehligte Lee die TG 50.9, bestehend aus dem Träger Cowpens (CVL-25), den Battleship Divisions 7 bis 9 (sechs Schiffe) und den Kreuzern Minneapolis (CA-36) und New Orleans (CA-32). Der Verband bezog unweit des Atolls Stellung und hatte den Auftrag, aus Truk fliehende Schiffe zu stellen. Dabei konnten ca. 75 km nordwestlich des Atolls der Leichte Kreuzer Katori, der Zerstörer Maikaze und das Frachtschiff Akagi Maru versenkt werden.
Ende April befehligte der mittlerweile zum Vice Admiral beförderte Lee die Artillerieunterstützungsgruppe von RAdm. Reeves TG 58.3. Lee unterstanden RAdm Glenn Davis Battleship Division 8 (North Carolina, Indiana, Massachusetts), RAdm E. W. Hansons BatDiv 9 (South Dakota, Alabama) und RAdm Jesse B. Oldendorfs Cruiser Division 4 (Louisville (CA-28), Portland (CA-33) und Canberra (CA-70)). Diese gaben den am 21. April in der nicht weit von Hollandia entfernten Tanahmerah-Bucht landenden US-Truppen Feuerunterstützung. Auf dem Rückweg zum Marinestützpunkt im Majuro-Atoll bombardierten Lees Schiffe am 1. Mai erneut Truk und Küstenbefestigungen der Karolineninsel Ponape.
Anfang Juni startete die von Admiral Raymond Spruance befehligte Invasion der Marianen-Inseln, bei der VAdm. Lee die schnelle Schlachtschiffgruppe (TG 58.7) befehligte. Ihm unterstand die BatDiv 6 (Washington, North Carolina) und weiter RAdm. O.M. Hustvedts BatDiv 7 (Iowa (BB-61), New Jersey (BB-62)), RAdm. Glenn Davis BatDiv 8 (Indiana), RAdm. Hansons BatDiv9 (Alabama, South Dakota), RAdm. Charles Turner Joys CruDiv6 (Wichita (CA-45), San Francisco (CA-38), Minneapolis (CA-36), New Orleans (CA-32)) und 15 Zerstörer. Ab dem 13. Juni beschossen Lees Schiffe die Inseln Tinian und Saipan, auf der zwei Tage später US-Truppen landeten, und stellten direkte Feuerunterstützung. Bei der wenige Tage danach beginnenden Schlacht in der Philippinensee, bei der eine aus neun Flugzeugträgern bestehende japanische Flotte unter Admiral Jisaburo Ozawa der US-Streitmacht entgegentrat, bewährten sich Lees Schiffe beim Schutz der eigenen Flugzeugträger.

#### Tod

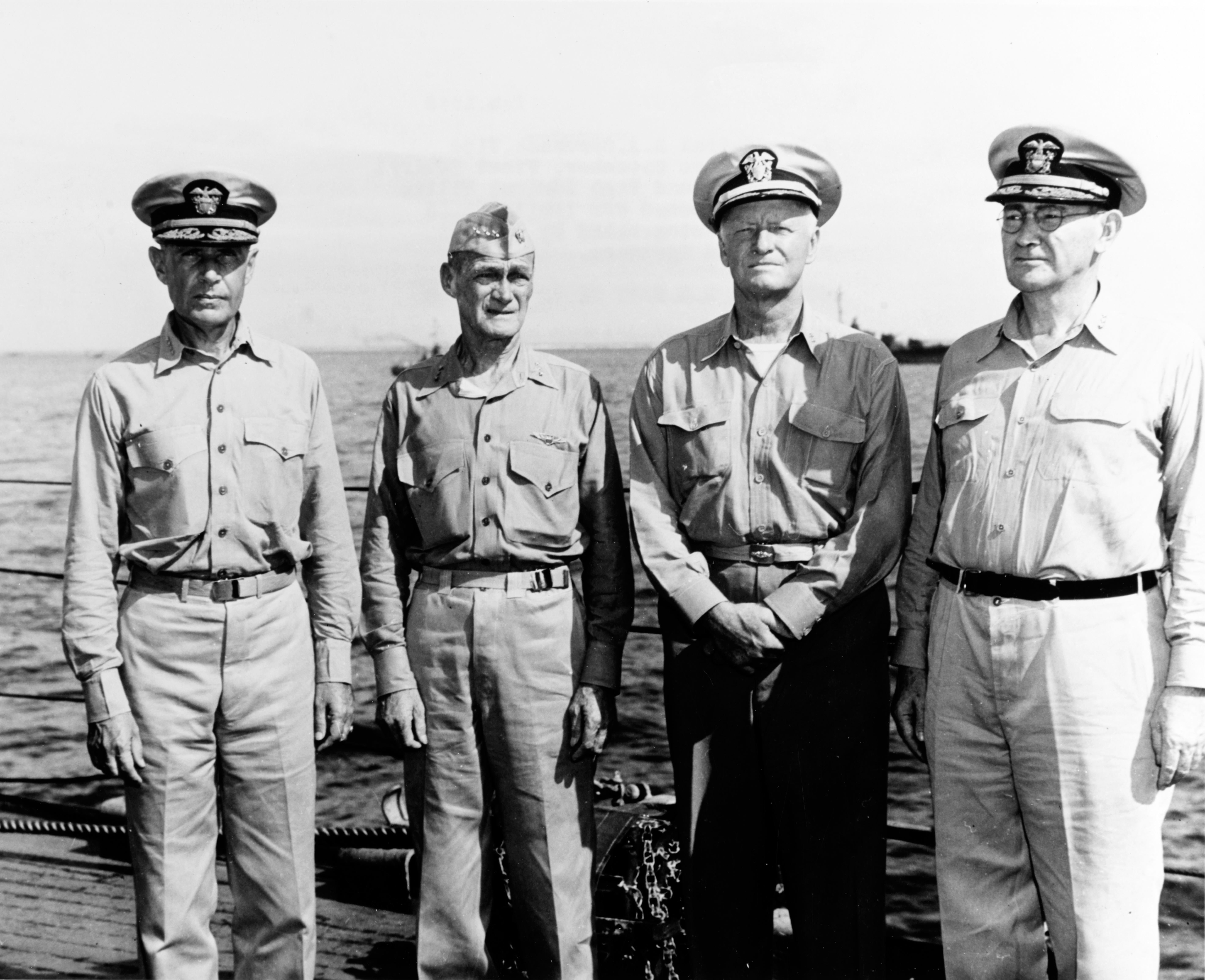
Admiral Raymond A. Spruance, VAdm. Marc A. Mitscher, Fleet Admiral Chester W. Nimitz und VAdm. Lee (v. l. n. r.) an Bord der Indianapolis (CA-35) im Februar 1945

Die folgenden Monate verblieb VAdm. Lee im Kriegsgebiet und befehligte die u. a. aus den Schiffen South Dakota (BB-57), Indiana (BB-58), Massachusetts (BB-59), New Jersey (BB-62), Missouri (BB-63), Wisconsin (BB-64) und Indianapolis (CA-35) bestehende TG 59.7, die am 24. März 1945 wichtige Hafen- und Befestigungsanlagen von Okinawa beschoss und somit die wenige Tage danach beginnende Landung der Alliierten vorbereitete.
Im Mai kehrte Lee zurück in die Vereinigten Staaten und wurde mit dem Kommando über die Composite Task Force 69 an der US-Ostküste betraut. Mit dem zum Flugabwehrtrainingsschiff umgebauten Schlachtschiff Wyoming (BB-32) als Flaggschiff hatte diese Einheit die Aufgabe, effektive Methoden gegen die verheerenden japanischen Kamikaze-Angriffe zu entwickeln. Bei den in der Casco-Bucht an der Küste des Bundesstaates Maine durchgeführten Tests wurde die reine Flugabwehrbewaffnung der Wyoming gegen Schleppziele, ferngesteuerte Modellflugzeuge und gegen zu Drohnen umgerüstete Flugzeuge eingesetzt. Der Flottenverband wurde Ende August in Operational Development Force der US-Atlantikflotte umbenannt und von RAdm. Robert Pearce Briscoe übernommen.
VAdm. Lee erlitt am 25. August 1945 einen Herzinfarkt und verstarb am gleichen Tag. Er wurde mit militärischen Ehren auf dem Nationalfriedhof Arlington bei Washington, D.C. beigesetzt; er hinterließ seine Ehefrau Mabelle Allen Lee (1894–1949). Die beiden waren seit dem 14. Juli 1919 verheiratet und blieben kinderlos.

## Auszeichnungen

### Dienstauszeichnungen
Zu den bekannteren Auszeichnungen, die Lee während seiner langjährigen Karriere erhielt, zählen Navy Cross, Navy Distinguished Service Medal mit einem Goldstern und Legion of Merit. Am 26. Januar 1952 wurde der Mitscher-Klasse-Zerstörer USS Willis A. Lee (DL-4) von VAdm. Lees Nichte Fitzhugh Lee Palmer getauft. Der Zerstörer war von 1954 bis 1969 im Dienst der US Navy.

### Olympische Medaillen
|                | Disziplin                                    | Platz |
| -------------- | -------------------------------------------- | ----- |
| Antwerpen 1920 | Kleinkaliber 50 m Mannschaft                 | 1.    |
|                | Freies Gewehr 300 m Mannschaft               | 1.    |
|                | Armeegewehr liegend 300 m Mannschaft         | 1.    |
|                | Armeegewehr liegend 600 m Mannschaft         | 1.    |
|                | Armeegewehr liegend 300 und 600 m Mannschaft | 1.    |
|                | Armeegewehr stehend 300 m Mannschaft         | 2.    |
|                | Laufender Hirsch Einzelschuß Mannschaft      | 3.    |